# انسانی زیادی انسانی

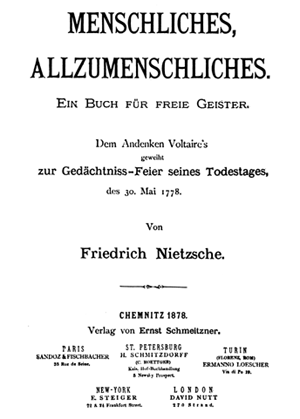
Title page of the first edition

انسانی بسیار انسانی یا انسانی زیادی انسانی: کتابی برای روح‌های آزاد (آلمانی: Menschliches, Allzumenschliches: Ein Buch für freie Geister) کتابی است از فیلسوف قرن نوزدهمی فریدریش نیچه. این کتاب در سال ۱۸۷۸ برای نخستین بار چاپ شد.
در سال ۱۸۷۶ نیچه از واگنر گسست و در همان سال، وخامتِ حال وی رو به بیشتر شدن گذاشت و ابتلای وی به بیماری (بنا به عقیدهٔ عده‌ای سیفیلیس و بنا به عقیدهٔ عده‌ای دیگر تومور مغزی) او را مجبور به درخواست مرخصی از وظایف دانشگاهی خود در دانشگاه بازل نمود.

## ترجمه به فارسی
این کتاب چندین بار به فارسی برگردانده شده است، از جمله توسط محمد محقق نیشابوری و ابوتراب سهراب (۱۳۸۴، نشر مرکز)، سعید فیروزآبادی (۱۳۸۲، نشر جامی)، عباس کاشفی (۱۳۹۵، فرزان روز).

## خوانش بیشتر
- کتاب الکترونیکی رایگان Human, All Too Human: A Book for Free Spirits, Part I در پروژهٔ گوتنبرگ
- کتاب الکترونیکی رایگان Human, All Too Human: A Book for Free Spirits, Part II در پروژهٔ گوتنبرگ
- کتاب الکترونیکی رایگان Menschliches, Allzumenschliches: Ein Buch Fuer Freie Geister در پروژهٔ گوتنبرگ
- Friedrich Nietzsche by Robert Wicks. Ed. Edward N. Zalta (The Stanford Encyclopedia of Philosophy)